# Кубок СССР по баскетболу
Кубок СССР по баскетболу — являлся кубковым турниром среди мужских баскетбольных команд, первый турнир прошел в 1949 году, последний в 1978 году. Кубок СССР был регулярным турниром лишь на протяжении 5 лет: в конце 1940-х — начале 1950-х, соревнование проводилось по одной и той же системе с выбыванием. Затем в истории Кубка наступила длительная пауза. Возродить соревнование пытались трижды — в конце 1960-х и в 1970-е годы, причем регламент турнира постоянно менялся. Кубок так и не «прижился» — 9-й розыгрыш, завершившийся в 1978 году, стал последним. В 1980-е в межсезонье проводился турнир, который иногда называли «Кубок СССР», но в нём участвовали команды из низших лиг, поэтому его считали предсезонным турниром.

## Победители
| Год  | Победитель          | Результат          | Финалист         |
| ---- | ------------------- | ------------------ | ---------------- |
| 1978 | Спартак (Ленинград) | гр. турнир         | Калев (Таллин)   |
| 1973 | ЦСКА                | 75-67/77-78        | Динамо (Тбилиси) |
| 1972 | ЦСКА                | 79-81/100-72/98-76 | Строитель (Киев) |
| 1969 | Динамо (Тбилиси)    | 88-78              | Строитель (Киев) |
| 1953 | Жальгирис (Каунас)  | 55-41              | Динамо (Тбилиси) |
| 1952 | Динамо (Рига)       | 53-44              | ВВС (Москва)     |
| 1951 | Грузинская ССР      | 37-28              | ВВС (Москва)     |
| 1950 | Динамо (Тбилиси)    | 49-36              | Динамо (Москва)  |
| 1949 | Динамо (Тбилиси)    | 24-19              | Динамо (Рига)    |

Победители предсезонного кубкового турнира
| Год  | Победитель          | Результат  | Финалист                |
| ---- | ------------------- | ---------- | ----------------------- |
| 1989 | СКА (Алма-Ата)      |            | Спартак (Ворошиловград) |
| 1987 | Спартак (Ленинград) | 93-88      | Строитель (Киев)        |
| 1986 | Шахтёр (Донецк)     | гр. турнир | РТИ (Минск)             |
| 1985 | ЦСКА                | гр. турнир | Спартак (Ленинград)     |
| 1982 | ЦСКА                | гр. турнир | СКА (Киев)              |

## Составы победителей Кубков СССР по баскетболу
1949. Динамо (Тбилиси): Д. Годзиашвили, Л. Инцкирвели, М. Кекелидзе, Ш. Коркашвили, О. Коркия, Т. Медзмариашвили, А. Месхи, Д. Нижарадзе, Г. Рухадзе, С. Тортладзе. Тренер – Шалва Диасамидзе.
1950. Динамо (Тбилиси): Д. Годзиашвили, Н. Джорджикия, В. Жгенти, Л. Инцкирвели, Ш. Коркашвили, О. Коркия, Т. Медзмариашвили, А. Месхи, Д. Нижарадзе, Г. Рухадзе, М. Такаладзе. Тренер – Георгий Авалишвили.
1951. Сборная Грузинской ССР: Г. Абашидзе, Л. Арганашвили, Г. Бахтуридзе, Д. Годзиашвили, Н. Джорджикия, В. Жгенти, Л. Инцкирвели, А. Киладзе, Ш. Коркашвили, Г. Рухадзе. Тренер – Георгий Авалишвили.
1952. Динамо (Рига): Я. Бакланов, И. Бейшан, П. Бокалдер, Э. Бушевиц, Г. Гаварс, А. Леончик, Я. Остроухс, Т. Пакалниекс, Л. Янковский. Тренер – Юрис Силарайс.
1953. Жальгирис (Каунас): А. Дапкус, И. Жичкус, А. Кудзис, А. Матачюнас, И. Матейка, А. Немцявичус, З. Сабулис, Р. Саргунас, С. Стонкус, Л. Тендзегольскис. Тренер – Винцас Серцявичус.
1969. Динамо (Тбилиси): В. Алтабаев, Б. Болквадзе, М. Коркия, А. Лежава, С. Магалашвили, Л. Мосешвили, Т. Нариманидзе, Т. Пицхелаури, З. Саканделидзе, А. Схиерели, В. Угрехелидзе, Т. Чихладзе. Тренер – Леван Инцкирвели.
1972. ЦСКА (Москва): В. Андреев, В. Викторов, В. Гомельский, В. Иллюк, В. Капранов, Е. Коваленко, Н. Ковыркин, А. Кульков, В. Милосердов, В. Петраков, А. Фадюхин, С. Ястребов. Тренер – Александр Гомельский.
1973. ЦСКА (Москва): В. Акимов, С. Белов, В. Гомельский, Н. Дьяченко, В. Иллюк, Е. Коваленко, Н. Ковыркин, С. Кретов, В. Милосердов, В. Петраков, А. Шукшин, С. Ястребов. Тренер – Александр Гомельский.
1978. Спартак (Ленинград): В. Братанчук, А. Гансон, Г. Капустин, А. Караваев, А. Макеев, С. Махлин, И. Обрубов, Ю. Павлов, А. Семёнов, А. Сизоненко, В. Строганов, А. Тюбин. Тренер – Владимир Кондрашин.